# Anne Cecilie Ore
Anne Cecilie Ore (née le 11 octobre 1978 à Oslo) est une cavalière handisport norvégienne de dressage.

## Biographie
Anne Cecilie Ore naît avec un glaucome et devient complètement aveugle à 14 ans. Elle ressent une douleur intense aux yeux entre 2000 et 2003, et début 2016, elle subit deux opérations oculaires.

## Carrière
Anne Cecilie Ore commence l'équitation à 10 ans.
Elle commence à participer à des compétitions internationales en 1994.
Elle participe aux Jeux paralympiques d'été de 1996 à Atlanta, où elle remporte une médaille d'or dans l'épreuve de dressage de niveau 3 et une médaille d'or dans l'épreuve du canter.
Aux Jeux paralympiques d'été de 2000 à Sydney, elle remporte deux médailles d'argent dans les épreuves individuelles de dressage et de reprise et la médaille de bronze par équipe (avec Ann Cathrin Lübbe, Jens Lasse Dokkan et Silje Gillund).
En 2003, elle s'installe en Allemagne.
Elle est sélectionnée aux Jeux paralympiques d'été de 2012 à Londres, mais son cheval se blesse à la veille de la compétition. Elle participe également aux Jeux équestres mondiaux de 2010 à Lexington (Kentucky) et aux Jeux équestres mondiaux de 2014 à Caen, en Basse-Normandie.